# Peritrichida
Ordre
Les Peritrichida sont un ordre de Ciliés de la classe des Oligohymenophorea.

## Liste des familles
Selon GBIF (17 octobre 2022) (auteurs et dates selon The Taxonomicon (17 octobre 2022)) :
- Astylozoidae Kahl, 1935
- Astylozoonidae Kahl (?)
- Ellobiophryidae Chatton & Lwoff, 1923
- Epistylidae voir Epistylididae selon The Taxonomicon.
- Epistylididae Kahl, 1933
- Hastatellidae Erlanger, 1890 (?)
- Heliochonidae Jankowski, 1972
- Lagenophryidae Bütschli, 1889
- Leiotrochidae Johnston, 1938
- Operculariidae Fauré-Fremiet, in Corliss, 1979
- Ophrydiidae Ehrenberg, 1838
- Opisthonectidae Foissner, 1976
- Polycyclidae Poljansky, 1951
- Rovinjellidae Matthes, 1972
- Scyphidiidae Kahl, 1933
- Spirochonidae Stein, 1854
- Termitophryidae Lom, in Corliss, 1979
- Trichodinidae Claus, 1874
- Trichodinopsidae Kent, 1881
- Urceolariidae Dujardin, 1840
- Usconophryidae Clamp, 1991
- Vaginicolidae de Fromentel, 1874
- Vorticellidae Ehrenberg, 1838
- Zoothamniidae Sommer, 1951

## Systématique
Le nom valide de ce taxon est Peritrichida Stein, 1859.